# Ázsia Expressz (második évad)
Az Ázsia Expressz második évada, a TV2 utazós reality, valóságshow műsora. Műsorvezetője változatlanul Ördög Nóra.
A második évad győztese Horváth Gréta és Meggyes Dávid voltak.

## Történet
2019-ben újabb hét páros vállalkozott arra, hogy belevág az egzotikus kalandba, azaz versenybe száll Srí Lanka, India és Thaiföld útvesztőin az akár 10 millió forintos fix fődíjért. Az új évadban olyan ismert duók csatlakoznak az utazós realityhez, akiket a való életben is szoros kötelék fűz egymáshoz. Ördög Nóra műsorvezetőt a családja ismét elkíséri Ázsiába.
A több ezer kilométeren át zajló játékban a taktikai elemek és a csoportos feladatmegoldások is a megszokottnál nagyobb megmérettetéseket rejtenek majd.
2019. augusztus 26-án került képernyőre az első adás.

## Összesített eredmény
| – A páros továbbjutott                       |
| – A páros részt vesz a hajszán               |
| – A páros védettséget szerzett               |
| – A páros még versenyben van                 |
| – A páros még nem volt versenyben            |
| – A páros átadta a versenyt a kieső párosnak |
| – A páros részt vesz az elődöntőben          |
| – A páros részt vesz a döntőben              |
| – A győztes páros                            |
| – A 2. helyezett                             |
| – A 3. helyezett                             |
| – A páros kiesett                            |

| Helyezés | Páros                                | 1. hét (augusztus 26–30.) | 2. hét (szeptember 2–6.) | 3. hét (szeptember 9–13.) | 4. hét (szeptember 16–20.) | 5. hét (szeptember 23–27.) | 6. hét (szeptember 30 – október 4.) | 6. hét (szeptember 30 – október 4.) | Státusz                                                                         |
| -------- | ------------------------------------ | ------------------------- | ------------------------ | ------------------------- | -------------------------- | -------------------------- | ----------------------------------- | ----------------------------------- | ------------------------------------------------------------------------------- |
| 1.       | Horváth Gréta és Meggyes Dávid       | Védett                    | Továbbjutott             | Továbbjutott              | Továbbjutott               | Továbbjutott               | Elődöntő                            | Döntő                               | Győztes                                                                         |
| 2.       | Janicsák Veca és Ladányi Jancsó Ábel | Továbbjutott              | Továbbjutott             | Továbbjutott              | Hajsza                     | Hajsza                     | Elődöntő                            | Döntő                               | 2. helyezett                                                                    |
| 3.       | Demcsák Zsuzsa és Kandász Andrea     | Hajsza                    | Hajsza                   | Hajsza                    | Hajsza                     | Hajsza                     | Elődöntő                            |                                     | 3. helyezett                                                                    |
| 4.       | Gáspár Evelin és Gáspár Zsolti       | Továbbjutott              | Védett                   | Hajsza                    | Védett                     | Hajsza                     |                                     |                                     | Kiesett a 3. héten ------------- Visszajutott ------------- Kiesett az 5. héten |
| 5.       | Hódi Pamela és Bereczki Krisztián    | Még nem volt versenyben   | Még nem volt versenyben  | Hajsza                    | Hajsza                     |                            |                                     |                                     | Kiesett a 4. héten                                                              |
| 6.       | Liu Shaoang és Liu Shaolin Sándor    | Továbbjutott              | Hajsza                   | Védett                    |                            |                            |                                     |                                     | Átadta a 3. héten                                                               |
| 7.       | Bereczki Krisztián és Bohos Kornél   | Hajsza                    | Hajsza                   |                           |                            |                            |                                     |                                     | Kiesett a 2. héten                                                              |
| 8.       | Hódi Pamela és Huszár Zsófi          | Hajsza                    |                          |                           |                            |                            |                                     |                                     | Kiesett az 1. héten                                                             |

Az első héten Hódi Pamela és Huszár Zsófi esett ki a versenyből, de közülük egyikük folytathatja a versenyt a 3. héttől a következő kieső páros egyik tagjával. A lányok eldöntötték, hogy Hódi Pamela vállalja ezt be.
A második héten Bereczki Krisztián és Bohos Kornél esett ki a versenyből, de közülük egyikük folytathatja a verseny Hódi Pamelával a 3. héttől. A fiúk eldöntötték, hogy Bereczki Krisztián vállalja ezt be.
A harmadik héten Gáspár Evelin és Gáspár Zsolti esett ki a versenyből, de Liu Shaoang és Liu Shaolin Sándor nagylelkűen átadták nekik a helyüket a versenyben, kiestek helyettük.

## Utazás
| Útvonal                       | Országok                   |
| ----------------------------- | -------------------------- |
| Negombo, Srí Lanka – Thaiföld | Srí Lanka, India, Thaiföld |

| Adás | Ország    | Útvonal                                                                                                | Kieső páros                          |
| ---- | --------- | --- | ------------------------------------ |
| 1.   | Srí Lanka | Negombo – 37 km – Pasyala – 27 km – Dambadeniya                                                        | -                                    |
| 2.   | Srí Lanka | Dambadeniya – 100 km – Sigiriya Rock                                                                   | -                                    |
| 3.   | Srí Lanka | Sigiriya Rock – 16 km – Dambulla – 84 km – Pinnawala                                                   | -                                    |
| 4.   | Srí Lanka | Pinnawala – 27 km – Kadugannawa – 18 km – Kandy                                                        | -                                    |
| 5.   | Srí Lanka | Kandy                                                                                                  | Hódi Pamela és Huszár Zsófi          |
| 6.   | India     | Varkala – 72 km – Kayamkulam – 25 km – Thottappally                                                    | -                                    |
| 7.   | India     | Thottappally – 54 km – Andhakaranazhy – 25 km – Kochi                                                  | -                                    |
| 8.   | India     | Kochi – 87 km – Mullassery                                                                             | -                                    |
| 9.   | India     | Mullassery – 10 km- Kandanassery – 109 km – Calicut                                                    | -                                    |
| 10.  | India     | Calicut                                                                                                | Bereczki Krisztián és Bohos Kornél   |
| 11.  | India     | Calicut – 22 km – Cheliya – 73 km – Kannur                                                             | -                                    |
| 12.  | India     | Kannur – 40 km – Iritty – 126 km – Gonikoppal – 89 km – Mysore                                         | -                                    |
| 13.  | India     | Mysore – 18 km – Srirangapatna – 16 km – Kunti Betta                                                   | -                                    |
| 14.  | India     | Kunti Betta – 63 km – Channapatna – 60 km – Bengaluru                                                  | -                                    |
| 15.  | India     | Bengaluru                                                                                              | Liu Shaoang és Liu Shaolin Sándor    |
| 16.  | India     | Pune -65 km- Lonavala                                                                                  | -                                    |
| 17.  | India     | Lonavala – 34 km – ND Studios                                                                          | -                                    |
| 18.  | India     | Karjat – 65 km – Mumbai -(éjszaka)-                                                                    | -                                    |
| 19.  | India     | Mumbai                                                                                                 | -                                    |
| 20.  | India     | Mumbai                                                                                                 | Hódi Pamela és Bereczki Krisztián    |
| 21.  | Thaiföld  | Ratchaburi – 26 km – Wat Khao Chong Phran – 120 km – Wat Tham Suea                                     | -                                    |
| 22.  | Thaiföld  | Wat Tham Suea – 27 km – Kancsanaburi – 49 km – Bo Phloi – 110 km – Suphan Buri                         | -                                    |
| 23.  | Thaiföld  | Suphan Buri – 96 km – Chai Nat – 60 km – Nakhon Sawan                                                  | -                                    |
| 24.  | Thaiföld  | Nakhon Sawan – 201 km – Phitsanulok – 125 km – Sukhothai                                               | -                                    |
| 25.  | Thaiföld  | Sukhothai                                                                                              | Gáspár Evelin és Gáspár Zsolti       |
| 26.  | Thaiföld  | Lampang -191 km- Phayao                                                                                | -                                    |
| 27.  | Thaiföld  | Phayao -112 km- Pa O Don Chai -27 km- Ruammit                                                          | -                                    |
| 28.  | Thaiföld  | Ruammit -85 km- Tha Ton -27 km- Ruammit                                                                | -                                    |
| 29.  | Thaiföld  | Tha Ton – 140 km – Doi Chiang Dao – 68 km – Tiger Kingdom – 2 km – Happy Buffalo Farm – 37 km – Suthep | Demcsák Zsuzsa és Kandász Andrea     |
| 30.  | Thaiföld  | | Janicsák Veca és Ladányi Jancsó Ábel |

## Események
| – Előnyjátékban résztvevés, védettség, medáljutalom |
| – A páros védett                                    |
| – A páros részt vesz a hajszán                      |
| – A páros továbbjutott                              |
| – A páros kiesett                                   |
| – A páros részt vesz a döntőben                     |
| – A 3. helyezett páros                              |
| – A 2. helyezett páros                              |
| – A győztes páros                                   |

| Adás | Párosok                              | Párosok                                              | Párosok                              | Párosok                          | Párosok                              | Párosok                        | Párosok                          | Párosok                                             | Hajsza                                    | Hajsza                            | Hajsza                            | Védett páros                       | Esemény                     | Kieső páros |
| Adás | 1. páros                             | 2. páros                                             | 3. páros                             | 4. páros                         | 5. páros                             | 6. páros                       | 7. páros                         | 8. páros                                            | 1. páros                                  | 2. páros                          | 3. páros                          | Védett páros                       | Esemény                     | Kieső páros |
| ---- | ------------------------------------ | ---------------------------------------------------- | ------------------------------------ | -------------------------------- | ------------------------------------ | ------------------------------ | -------------------------------- | --------------------------------------------------- | ----------------------------------------- | --------------------------------- | --------------------------------- | ---------------------------------- | --------------------------- | ----------- |
| 1.   | Janicsák Veca és Ladányi Jancsó Ábel | Liu Shaoang és Liu Shaolin Sándor                    | Hódi Pamela és Huszár Zsófi          | Gáspár Evelin és Gáspár Zsolti   | Bereczki Krisztián és Bohos Kornél   | Horváth Gréta és Meggyes Dávid | Demcsák Zsuzsa és Kandász Andrea |                                                     |                                           |                                   |                                   |                                    | Előnyjáték                  |             |
| 2.   | Janicsák Veca és Ladányi Jancsó Ábel | Liu Shaoang és Liu Shaolin Sándor                    | Hódi Pamela és Huszár Zsófi          | Gáspár Evelin és Gáspár Zsolti   | Bereczki Krisztián és Bohos Kornél   | Horváth Gréta és Meggyes Dávid | Demcsák Zsuzsa és Kandász Andrea | Horváth Gréta és Meggyes Dávid                      | Védettség                                 |                                   |                                   |                                    |                             |             |
| 3.   | Janicsák Veca és Ladányi Jancsó Ábel | Liu Shaoang és Liu Shaolin Sándor                    | Hódi Pamela és Huszár Zsófi          | Gáspár Evelin és Gáspár Zsolti   | Bereczki Krisztián és Bohos Kornél   | Horváth Gréta és Meggyes Dávid | Demcsák Zsuzsa és Kandász Andrea | Horváth Gréta és Meggyes Dávid                      | Előnyjáték                                |                                   |                                   |                                    |                             |             |
| 4.   | Janicsák Veca és Ladányi Jancsó Ábel | Liu Shaoang és Liu Shaolin Sándor                    | Hódi Pamela és Huszár Zsófi          | Gáspár Evelin és Gáspár Zsolti   | Bereczki Krisztián és Bohos Kornél   | Horváth Gréta és Meggyes Dávid | Demcsák Zsuzsa és Kandász Andrea | Horváth Gréta és Meggyes Dávid                      | Bereczki Krisztián és Bohos Kornél        | Demcsák Zsuzsa és Kandász Andrea  | Medáljutalom és Veszélyzóna       |                                    |                             |             |
| 5.   | Janicsák Veca és Ladányi Jancsó Ábel | Liu Shaoang és Liu Shaolin Sándor                    | Hódi Pamela és Huszár Zsófi          | Gáspár Evelin és Gáspár Zsolti   | Bereczki Krisztián és Bohos Kornél   | Horváth Gréta és Meggyes Dávid | Demcsák Zsuzsa és Kandász Andrea | Horváth Gréta és Meggyes Dávid                      | Bereczki Krisztián és Bohos Kornél        | Demcsák Zsuzsa és Kandász Andrea  | Hódi Pamela és Huszár Zsófi       | Hajsza                             | Hódi Pamela és Huszár Zsófi |             |
| 6.   | Janicsák Veca és Ladányi Jancsó Ábel | Liu Shaoang és Liu Shaolin Sándor                    |                                      | Gáspár Evelin és Gáspár Zsolti   | Bereczki Krisztián és Bohos Kornél   | Horváth Gréta és Meggyes Dávid | Demcsák Zsuzsa és Kandász Andrea |                                                     |                                           |                                   |                                   | Előnyjáték                         |                             |             |
| 7.   | Janicsák Veca és Ladányi Jancsó Ábel | Liu Shaoang és Liu Shaolin Sándor                    | Gáspár Evelin és Gáspár Zsolti       | Gáspár Evelin és Gáspár Zsolti   | Bereczki Krisztián és Bohos Kornél   | Horváth Gréta és Meggyes Dávid | Demcsák Zsuzsa és Kandász Andrea | Védettség                                           |                                           |                                   |                                   |                                    |                             |             |
| 8.   | Janicsák Veca és Ladányi Jancsó Ábel | Liu Shaoang és Liu Shaolin Sándor                    | Gáspár Evelin és Gáspár Zsolti       | Gáspár Evelin és Gáspár Zsolti   | Bereczki Krisztián és Bohos Kornél   | Horváth Gréta és Meggyes Dávid | Demcsák Zsuzsa és Kandász Andrea | Előnyjáték                                          |                                           |                                   |                                   |                                    |                             |             |
| 9.   | Janicsák Veca és Ladányi Jancsó Ábel | Liu Shaoang és Liu Shaolin Sándor                    | Gáspár Evelin és Gáspár Zsolti       | Gáspár Evelin és Gáspár Zsolti   | Bereczki Krisztián és Bohos Kornél   | Horváth Gréta és Meggyes Dávid | Demcsák Zsuzsa és Kandász Andrea | Demcsák Zsuzsa és Kandász Andrea                    | Bereczki Krisztián és Bohos Kornél        | Medáljutalom és Veszélyzóna       |                                   |                                    |                             |             |
| 10.  | Janicsák Veca és Ladányi Jancsó Ábel | Liu Shaoang és Liu Shaolin Sándor                    | Gáspár Evelin és Gáspár Zsolti       | Gáspár Evelin és Gáspár Zsolti   | Bereczki Krisztián és Bohos Kornél   | Horváth Gréta és Meggyes Dávid | Demcsák Zsuzsa és Kandász Andrea | Demcsák Zsuzsa és Kandász Andrea                    | Bereczki Krisztián és Bohos Kornél        | Liu Shaoang és Liu Shaolin Sándor | Hajsza                            | Bereczki Krisztián és Bohos Kornél |                             |             |
| 11.  | Janicsák Veca és Ladányi Jancsó Ábel | Liu Shaoang és Liu Shaolin Sándor                    |                                      | Gáspár Evelin és Gáspár Zsolti   | Hódi Pamela és Bereczki Krisztián    | Horváth Gréta és Meggyes Dávid | Demcsák Zsuzsa és Kandász Andrea |                                                     |                                           |                                   |                                   | Visszajutás és Előnyjáték          |                             |             |
| 12.  | Janicsák Veca és Ladányi Jancsó Ábel | Liu Shaoang és Liu Shaolin Sándor                    | Liu Shaoang és Liu Shaolin Sándor    | Gáspár Evelin és Gáspár Zsolti   | Hódi Pamela és Bereczki Krisztián    | Horváth Gréta és Meggyes Dávid | Demcsák Zsuzsa és Kandász Andrea | Védettség                                           |                                           |                                   |                                   |                                    |                             |             |
| 13.  | Janicsák Veca és Ladányi Jancsó Ábel | Liu Shaoang és Liu Shaolin Sándor                    | Liu Shaoang és Liu Shaolin Sándor    | Gáspár Evelin és Gáspár Zsolti   | Hódi Pamela és Bereczki Krisztián    | Horváth Gréta és Meggyes Dávid | Demcsák Zsuzsa és Kandász Andrea | Előnyjáték                                          |                                           |                                   |                                   |                                    |                             |             |
| 14.  | Janicsák Veca és Ladányi Jancsó Ábel | Liu Shaoang és Liu Shaolin Sándor                    | Liu Shaoang és Liu Shaolin Sándor    | Gáspár Evelin és Gáspár Zsolti   | Hódi Pamela és Bereczki Krisztián    | Horváth Gréta és Meggyes Dávid | Demcsák Zsuzsa és Kandász Andrea | Demcsák Zsuzsa és Kandász Andrea                    | Gáspár Evelin és Gáspár Zsolti            | Medáljutalom és Veszélyzóna       |                                   |                                    |                             |             |
| 15.  | Janicsák Veca és Ladányi Jancsó Ábel | Liu Shaoang és Liu Shaolin Sándor                    | Liu Shaoang és Liu Shaolin Sándor    | Gáspár Evelin és Gáspár Zsolti   | Hódi Pamela és Bereczki Krisztián    | Horváth Gréta és Meggyes Dávid | Demcsák Zsuzsa és Kandász Andrea | Demcsák Zsuzsa és Kandász Andrea                    | Gáspár Evelin és Gáspár Zsolti            | Hódi Pamela és Bereczki Krisztián | Hajsza & Átadás                   | Liu Shaoang és Liu Shaolin Sándor  |                             |             |
| 16.  | Janicsák Veca és Ladányi Jancsó Ábel |                                                      |                                      | Gáspár Evelin és Gáspár Zsolti   | Hódi Pamela és Bereczki Krisztián    | Horváth Gréta és Meggyes Dávid | Demcsák Zsuzsa és Kandász Andrea |                                                     |                                           |                                   | Medálvesztés és Előnyjáték        |                                    |                             |             |
| 17.  | Janicsák Veca és Ladányi Jancsó Ábel | Gáspár Evelin és Gáspár Zsolti                       | Medáljáték és Védettség              | Gáspár Evelin és Gáspár Zsolti   | Hódi Pamela és Bereczki Krisztián    | Horváth Gréta és Meggyes Dávid | Demcsák Zsuzsa és Kandász Andrea |                                                     |                                           |                                   |                                   |                                    |                             |             |
| 18.  | Janicsák Veca és Ladányi Jancsó Ábel | Gáspár Evelin és Gáspár Zsolti                       | Előnyjáték                           | Gáspár Evelin és Gáspár Zsolti   | Hódi Pamela és Bereczki Krisztián    | Horváth Gréta és Meggyes Dávid | Demcsák Zsuzsa és Kandász Andrea |                                                     |                                           |                                   |                                   |                                    |                             |             |
| 19.  | Janicsák Veca és Ladányi Jancsó Ábel | Gáspár Evelin és Gáspár Zsolti                       | Hódi Pamela és Bereczki Krisztián    | Gáspár Evelin és Gáspár Zsolti   | Hódi Pamela és Bereczki Krisztián    | Horváth Gréta és Meggyes Dávid | Demcsák Zsuzsa és Kandász Andrea | Janicsák Veca és Ladányi Jancsó Ábel                | Medáljutalom, Medálszerzés és Veszélyzóna |                                   |                                   |                                    |                             |             |
| 20.  | Janicsák Veca és Ladányi Jancsó Ábel | Gáspár Evelin és Gáspár Zsolti                       | Hódi Pamela és Bereczki Krisztián    | Gáspár Evelin és Gáspár Zsolti   | Hódi Pamela és Bereczki Krisztián    | Horváth Gréta és Meggyes Dávid | Demcsák Zsuzsa és Kandász Andrea | Janicsák Veca és Ladányi Jancsó Ábel                | Demcsák Zsuzsa és Kandász Andrea          | Hajsza                            | Hódi Pamela és Bereczki Krisztián |                                    |                             |             |
| 21.  | Janicsák Veca és Ladányi Jancsó Ábel |                                                      |                                      | Gáspár Evelin és Gáspár Zsolti   |                                      | Horváth Gréta és Meggyes Dávid | Demcsák Zsuzsa és Kandász Andrea |                                                     |                                           | Medálszerzés és Medáljáték        |                                   |                                    |                             |             |
| 22.  | Janicsák Veca és Ladányi Jancsó Ábel | Párcsere, Medálszerzés, Medálvesztés és Medáljutalom |                                      | Gáspár Evelin és Gáspár Zsolti   |                                      | Horváth Gréta és Meggyes Dávid | Demcsák Zsuzsa és Kandász Andrea |                                                     |                                           |                                   |                                   |                                    |                             |             |
| 23.  | Janicsák Veca és Ladányi Jancsó Ábel | Medálszerzés és Medáljáték                           |                                      | Gáspár Evelin és Gáspár Zsolti   |                                      | Horváth Gréta és Meggyes Dávid | Demcsák Zsuzsa és Kandász Andrea |                                                     |                                           |                                   |                                   |                                    |                             |             |
| 24.  | Janicsák Veca és Ladányi Jancsó Ábel | Medálszerzés                                         |                                      | Gáspár Evelin és Gáspár Zsolti   |                                      | Horváth Gréta és Meggyes Dávid | Demcsák Zsuzsa és Kandász Andrea |                                                     |                                           |                                   |                                   |                                    |                             |             |
| 25.  | Janicsák Veca és Ladányi Jancsó Ábel | Gáspár Evelin és Gáspár Zsolti                       | Demcsák Zsuzsa és Kandász Andrea     | Gáspár Evelin és Gáspár Zsolti   | Janicsák Veca és Ladányi Jancsó Ábel | Horváth Gréta és Meggyes Dávid | Demcsák Zsuzsa és Kandász Andrea | Medáljutalom, Medálszerzés, Medálszámolás és Hajsza | Gáspár Evelin és Gáspár Zsolti            |                                   |                                   |                                    |                             |             |
| 26.  | Janicsák Veca és Ladányi Jancsó Ábel |                                                      |                                      |                                  |                                      | Horváth Gréta és Meggyes Dávid | Demcsák Zsuzsa és Kandász Andrea | Elefántjáték                                        |                                           |                                   |                                   |                                    |                             |             |
| 27.  | Janicsák Veca és Ladányi Jancsó Ábel | Elefántjáték                                         |                                      |                                  |                                      | Horváth Gréta és Meggyes Dávid | Demcsák Zsuzsa és Kandász Andrea |                                                     |                                           |                                   |                                   |                                    |                             |             |
| 28.  | Janicsák Veca és Ladányi Jancsó Ábel | Elefántjáték                                         |                                      |                                  |                                      | Horváth Gréta és Meggyes Dávid | Demcsák Zsuzsa és Kandász Andrea |                                                     |                                           |                                   |                                   |                                    |                             |             |
| 29.  | Janicsák Veca és Ladányi Jancsó Ábel | Janicsák Veca és Ladányi Jancsó Ábel                 | Horváth Gréta és Meggyes Dávid       | Demcsák Zsuzsa és Kandász Andrea | Elődöntő                             | Horváth Gréta és Meggyes Dávid | Demcsák Zsuzsa és Kandász Andrea | Demcsák Zsuzsa és Kandász Andrea                    |                                           |                                   |                                   |                                    |                             |             |
| 30.  | Janicsák Veca és Ladányi Jancsó Ábel |                                                      | Janicsák Veca és Ladányi Jancsó Ábel | Horváth Gréta és Meggyes Dávid   |                                      | Horváth Gréta és Meggyes Dávid | Döntő                            | Janicsák Veca és Ladányi Jancsó Ábel                |                                           |                                   |                                   |                                    |                             |             |

### Srí Lanka

#### 1. adás
Előnyjáték
A versenyzőket felkeltették, útnak indították Srí Lanka egyik városából, Negombóból Pasyalán keresztül Dambadeniyába. Az első menet az előnyjátékért ment, az első három páros kerül be oda.
A sorrend végül így alakult:
| Sorszám | Páros                                |
| ------- | ------------------------------------ |
| 1.      | Liu Shaoang és Liu Shaolin Sándor    |
| 2.      | Gáspár Evelin és Gáspár Zsolti       |
| 3.      | Demcsák Zsuzsa és Kandász Andrea     |
| 4.      | Horváth Gréta és Meggyes Dávid       |
| 5.      | Hódi Pamela és Huszár Zsófi          |
| 6.      | Janicsák Veca és Ladányi Jancsó Ábel |
| 7.      | Bereczki Krisztián és Bohos Kornél   |

Az előnyjáték győztese Gáspár Evelin és Gáspár Zsolti, így ők előnnyel indulnak a következő meneten, valamint kaptak egy medált, ami később nagy hasznukra lehet. Zálog az automatikus döntőbe jutáshoz.

#### 2. adás
Védettség
A második meneten a versenyzőknek Dambadeniyából a Sigiriya Rockhoz kellett utazniuk. A mai nap győztese védettséget szerez. Gáspár Evelin és Gáspár Zsolti előnnyel indult. A menet közben a versenyzőknek szállást kellett keresniük.
A sorrend végül így alakult:
| Sorszám | Páros                                |
| ------- | ------------------------------------ |
| 1.      | Horváth Gréta és Meggyes Dávid       |
| 2.      | Gáspár Evelin és Gáspár Zsolti       |
| 3.      | Liu Shaoang és Liu Shaolin Sándor    |
| 4.      | Janicsák Veca és Ladányi Jancsó Ábel |
| 5.      | Hódi Pamela és Huszár Zsófi          |
| 6.      | Bereczki Krisztián és Bohos Kornél   |
| 7.      | Demcsák Zsuzsa és Kandász Andrea     |

Elsőként Demcsák Zsuzsa és Kandász Andrea futott be, de nem teljesítették a feladatukat, mindenki megelőzte őket. Így aztán Horváth Gréta és Meggyes Dávid érkezett be elsőként, védettek lettek, biztosan továbbjutottak a következő hétre. Szintén kaptak egy medált, s egy választási lehetőségük is akadt, méghozzá, hogy turistáskodnak a következő két menetben, vagy versenyzőkként játszanak. A döntésük a következő adásból derül ki.

#### 3. adás
Előnyjáték
Horváth Gréta és Meggyes Dávid a versenyzés mellett döntöttek. A versenyzők a Sigiriya Rocktól, Dambullán át Pinnawalába kellett eljussanak. Az első három páros fog bekerülni az előnyjátékba.
A sorrend végül így alakult:
| Sorszám | Páros                                |
| ------- | ------------------------------------ |
| 1.      | Liu Shaoang és Liu Shaolin Sándor    |
| 2.      | Demcsák Zsuzsa és Kandász Andrea     |
| 3.      | Hódi Pamela és Huszár Zsófi          |
| 4.      | Janicsák Veca és Ladányi Jancsó Ábel |
| 5.      | Gáspár Evelin és Gáspár Zsolti       |
| 6.      | Horváth Gréta és Meggyes Dávid       |
| 7.      | Bereczki Krisztián és Bohos Kornél   |

A nap végén a versenyzőknek szállást kellett keresniük, kivéve az előnyjátékos párosoknak. Az előnyjátékban Liu Shaoang és Liu Shaolin Sándor győzött, így ők előnyt szereztek a következő menetre, valamint kaptak egy medált.

#### 4. adás
Medáljutalom & Veszélyzóna
A versenyzők a hét egyik legfontosabb napján Pinnawalából kellett eljussanak Kandyba, Kadugannawán át. A nap elsője egy medált kap, míg az utolsó kettője egy hajszába kerülést. Liu Shaoang és Liu Shaolin Sándor előnnyel indult.
A sorrend végül így alakult:
| Sorszám | Páros                                |
| ------- | ------------------------------------ |
| 1.      | Hódi Pamela és Huszár Zsófi          |
| 2.      | Janicsák Veca és Ladányi Jancsó Ábel |
| 3.      | Liu Shaoang és Liu Shaolin Sándor    |
| 4.      | Horváth Gréta és Meggyes Dávid       |
| 5.      | Gáspár Evelin és Gáspár Zsolti       |
| 6.      | Demcsák Zsuzsa és Kandász Andrea     |
| 7.      | Bereczki Krisztián és Bohos Kornél   |

Hódi Pamela és Huszár Zsófi elsőként érkeztek be, így kaptak egy medált. Bereczki Krisztián és Bohos Kornél, valamint Demcsák Zsuzsa és Kandász Andrea pedig biztosan bekerültek a hajszába. A harmadik hajszázó páros a következő adásból derül ki. A versenyzők a mai napon szállodában aludtak.

#### 5. adás
Hajsza
Az első hajsza Kandyban folyt le. A versenyzők a már két biztosan hajszázó páros mellé harmadikként is szavazniuk kellett valakit.
A szavazás végül így alakult:
| Szavazó                              | Szavazott                      |
| ------------------------------------ | ------------------------------ |
| Horváth Gréta és Meggyes Dávid       | Gáspár Evelin és Gáspár Zsolti |
| Bereczki Krisztián és Bohos Kornél   | Hódi Pamela és Huszár Zsófi    |
| Demcsák Zsuzsa és Kandász Andrea     | Gáspár Evelin és Gáspár Zsolti |
| Gáspár Evelin és Gáspár Zsolti       | Hódi Pamela és Huszár Zsófi    |
| Hódi Pamela és Huszár Zsófi          | Gáspár Evelin és Gáspár Zsolti |
| Liu Shaoang és Liu Shaolin Sándor    | Hódi Pamela és Huszár Zsófi    |
| Janicsák Veca és Ladányi Jancsó Ábel | Hódi Pamela és Huszár Zsófi    |

4 szavazattal tehát Hódi Pamela és Huszár Zsófi lett a hajsza harmadik tagja.
A sorrend végül így alakult:
| Sorszám | Páros                              |
| ------- | ---------------------------------- |
| 1.      | Demcsák Zsuzsa és Kandász Andrea   |
| 2.      | Bereczki Krisztián és Bohos Kornél |
| 3.      | Hódi Pamela és Huszár Zsófi        |

A hajszán Bereczki Krisztián és Bohos Kornél ért be elsőként, de két szabályszegés miatt 20 perc időbüntetést kaptak, ami alatt Demcsák Zsuzsa és Kandász Andrea befutott, Hódi Pamela és Huszár Zsófi viszont nem, így az ő párosuk számára ért véget az Ázsia Expressz 2.

#### 1. különkiadás
Az Ázsia Expressz 2 első különkiadása a Bereczki Krisztián és Bohos Kornél által okozott botrányról szólt, valamint az elmúlt napok legfontosabb pillanatairól. Az adás végén a műsorvezető bement a két kieső szobájába, és közölte velük, hogy kettőjük közül egyikük a következő kieső páros egyik tagjával a 3. héttől folytathatja a versenyt. A döntés az ő kezükben állt, ami Hódi Pamelára esett. Ő fogja folytatni a versenyt egy másik kiesővel.

### India

#### 6. adás
Előnyjáték
A hét első napját nem várt fordulatokkal Indiában folytatták a versenyzők. A napon Varkalából Thottappallyba kellett eljutniuk a párosoknak, Kayamkulamon keresztül. Az első három páros fog bekerülni az előnyjátékra.
A sorrend végül így alakult:
| Sorszám | Páros                                |
| ------- | ------------------------------------ |
| 1.      | Demcsák Zsuzsa és Kandász Andrea     |
| 2.      | Gáspár Evelin és Gáspár Zsolti       |
| 3.      | Janicsák Veca és Ladányi Jancsó Ábel |
| 4.      | Liu Shaoang és Liu Shaolin Sándor    |
| 5.      | Bereczki Krisztián és Bohos Kornél   |
| 6.      | Horváth Gréta és Meggyes Dávid       |

Az előnyjátékban Gáspár Evelin és Gáspár Zsolti nyert, kaptak egy medált is.

#### 7. adás
Védettség
A versenyzőknek Kochiba kellett eljutniuk Thottappallyból, Andhakaranazhyn keresztül. Gáspár Evelin és Gáspár Zsolti előnnyel indult. A párosoknak szállást kellett még találniuk. A befutási sorrend különleges módon zajlott le: két lista alapján, aminek az első helyezettje védettséget kap.
A sorrend végül így alakult:
| Sorszám | Páros                                |
| ------- | ------------------------------------ |
| 1.      | Gáspár Evelin és Gáspár Zsolti       |
| 2.      | Liu Shaoang és Liu Shaolin Sándor    |
| 3.      | Horváth Gréta és Meggyes Dávid       |
| 4.      | Bereczki Krisztián és Bohos Kornél   |
| 5.      | Janicsák Veca és Ladányi Jancsó Ábel |
| 6.      | Demcsák Zsuzsa és Kandász Andrea     |

A két sorrend alapján Gáspár Evelin és Gáspár Zsolti lett az első, így védettséget a hétre, valamint egy medált szereztek. A következő adásban eldöntik, hogy turistáskodnak-e a héten, vagy versenyeznek.

#### 8. adás
Előnyjáték
Gáspár Evelin és Gáspár Zsolti a turistáskodás mellett döntöttek. A versenyzőknek Kochiból Mullasserybe kellett eljutniuk. Az első két páros részt vehet majd az előnyjátékban.
A sorrend végül így alakult:
| Sorszám | Páros                                |
| ------- | ------------------------------------ |
| 1.      | Horváth Gréta és Meggyes Dávid       |
| 2.      | Demcsák Zsuzsa és Kandász Andrea     |
| 3.      | Janicsák Veca és Ladányi Jancsó Ábel |
| 4.      | Bereczki Krisztián és Bohos Kornél   |
| 5.      | Liu Shaoang és Liu Shaolin Sándor    |

A versenyzőknek szállást kellett találniuk, kivéve az előnyjátékos párosoknak. Reggel az előnyjátékot Horváth Gréta és Meggyes Dávid nyerte. Előny a következő adásra és egy medál lett a jutalmuk.

#### 9. adás
Medáljutalom & Veszélyzóna
A versenyzőknek Kandanasseryn keresztül kellett eljutniuk Mullasseryből Calicutba. Horváth Gréta és Meggyes Dávid előnnyel indult. Az első befutó egy medált szerez, míg az utolsó kettő hajszába jutást.
A sorrend végül így alakult:
| Sorszám | Páros                                |
| ------- | ------------------------------------ |
| 1.      | Horváth Gréta és Meggyes Dávid       |
| 2.      | Janicsák Veca és Ladányi Jancsó Ábel |
| 3.      | Liu Shaoang és Liu Shaolin Sándor    |
| 4.      | Bereczki Krisztián és Bohos Kornél   |
| 5.      | Demcsák Zsuzsa és Kandász Andrea     |

Horváth Gréta és Meggyes Dávid kapott egy medált, az utolsó két páros pedig bejutott a veszélyzónába, ezáltal a hajszába. Ők pedig Demcsák Zsuzsa és Kandász Andrea, valamint Bereczki Krisztián és Bohos Kornél. A harmadik párost a következő adásban szavazzák meg a versenyzők, akik a mai napon szállodában aludtak.

#### 10. adás
Hajsza
A versenyzők Calicutban hajszáztak. A harmadik hajszázó párost megszavazták.
A szavazás végül így alakult:
| Szavazó                              | Szavazott                         |
| ------------------------------------ | --------------------------------- |
| Gáspár Evelin és Gáspár Zsolti       | Horváth Gréta és Meggyes Dávid    |
| Horváth Gréta és Meggyes Dávid       | Liu Shaoang és Liu Shaolin Sándor |
| Janicsák Veca és Ladányi Jancsó Ábel | Liu Shaoang és Liu Shaolin Sándor |
| Liu Shaoang és Liu Shaolin Sándor    | Horváth Gréta és Meggyes Dávid    |
| Demcsák Zsuzsa és Kandász Andrea     | Liu Shaoang és Liu Shaolin Sándor |
| Bereczki Krisztián és Bohos Kornél   | Liu Shaoang és Liu Shaolin Sándor |

A szavazás alapján Liu Shaoang és Liu Shaolin Sándor a hajsza harmadik párosa. Az első két befutó továbbjut, az utolsó kiesik a versenyből.
A sorrend végül így alakult:
| Sorszám | Páros                              |
| ------- | ---------------------------------- |
| 1.      | Liu Shaoang és Liu Shaolin Sándor  |
| 2.      | Demcsák Zsuzsa és Kandász Andrea   |
| 3.      | Bereczki Krisztián és Bohos Kornél |

Elsőként Demcsák Zsuzsa és Kandász Andrea futott be, de időbüntetést kaptak, ami alatt Liu Shaoang és Liu Shaolin Sándor befutott, Bereczki Krisztián és Bohos Kornél viszont nem, így az ő párosuk számára ért véget az Ázsia Expressz 2.

#### 2. különkiadás
A második különkiadás a Gáspár Evelin és Gáspár Zsolti turistáskodásáról, valamint a hét legfontosabb pillanatairól szólt. Majd a kieső pároshoz is bement a műsorvezető, hogy elárulja, egyikőjük folytathatja a versenyt. A fiúk eldöntötték, hogy Bereczki Krisztián lesz Hódi Pamela új párja. Így az új páros Hódi Pamela és Bereczki Krisztián.

#### 11. adás
Visszajutás & Előnyjáték
Hódi Pamela és Bereczki Krisztián el is kezdték a versenyt a többi versenyző nagy meglepetésére. A párosoknak Calicutból Kannurba kellett eljutniuk Cheliya érintésével. Hódi Pamela és Bereczki Krisztián párosát a versenyzők hátráltatták. Az első három befutó részt fog venni majd az előnyjátékon.
A sorrend végül így alakult:
| Sorszám | Páros                                |
| ------- | ------------------------------------ |
| 1.      | Liu Shaoang és Liu Shaolin Sándor    |
| 2.      | Demcsák Zsuzsa és Kandász Andrea     |
| 3.      | Horváth Gréta és Meggyes Dávid       |
| 4.      | Hódi Pamela és Bereczki Krisztián    |
| 5.      | Gáspár Evelin és Gáspár Zsolti       |
| 6.      | Janicsák Veca és Ladányi Jancsó Ábel |

Liu Shaoang és Liu Shaolin Sándor teljesített a legjobban az előnyjátékban, jutalmuk az előny a következő napra és egy medál.

#### 12. adás
Védettség
A versenyzőknek Kannurból Irittyn át Mysoreba kellett eljutniuk. Liu Shaoang és Liu Shaolin Sándor előnnyel indult. A sorrend két lista egyesítésével született meg, aminek az elsője védettséget kap.
A sorrend végül így alakult:
| Sorszám | Páros                                |
| ------- | ------------------------------------ |
| 1.      | Liu Shaoang és Liu Shaolin Sándor    |
| 2.      | Gáspár Evelin és Gáspár Zsolti       |
| 3.      | Horváth Gréta és Meggyes Dávid       |
| 4.      | Janicsák Veca és Ladányi Jancsó Ábel |
| 5.      | Demcsák Zsuzsa és Kandász Andrea     |
| 6.      | Hódi Pamela és Bereczki Krisztián    |

A két lista alapján Liu Shaoang és Liu Shaolin Sándor teljesített a legjobban, jutalmuk védettség és egy medál. A holnapi napon eldöntik, hogy versenyeznek, vagy turistáskodnak.

#### 13. adás
Előnyjáték
Liu Shaoang és Liu Shaolin Sándor a turistáskodást választották. A versenyzőknek Kunti Bettába kellett eljutniuk Mysoreból, Srirangapatnán keresztül. Az első két páros részt fog venni az előnyjátékon.
A sorrend végül így alakult:
| Sorszám | Páros                                |
| ------- | ------------------------------------ |
| 1.      | Horváth Gréta és Meggyes Dávid       |
| 2.      | Gáspár Evelin és Gáspár Zsolti       |
| 3.      | Demcsák Zsuzsa és Kandász Andrea     |
| 4.      | Janicsák Veca és Ladányi Jancsó Ábel |
| 5.      | Hódi Pamela és Bereczki Krisztián    |

A párosoknak szállást kellett találniuk, kivéve az első két befutót. Reggel Horváth Gréta és Meggyes Dávid nyerte meg az előnyjátékot, így a páros kapott tehát előnyt a következő menetre, valamint egy medált.

#### 14. adás
Medáljutalom & Veszélyzóna
A versenyzőknek Kunti Bettaból Channapatnán keresztül kellett eljutniuk Bengaluruba, India harmadik legnagyobb városába. Az első páros medált kap, az utolsó kettő pedig részt vesz a hajszán.
A sorrend végül így alakult:
| Sorszám | Páros                                |
| ------- | ------------------------------------ |
| 1.      | Horváth Gréta és Meggyes Dávid       |
| 2.      | Hódi Pamela és Bereczki Krisztián    |
| 3.      | Janicsák Veca és Ladányi Jancsó Ábel |
| 4.      | Gáspár Evelin és Gáspár Zsolti       |
| 5.      | Demcsák Zsuzsa és Kandász Andrea     |

Horváth Gréta és Meggyes Dávid medált kapott, Demcsák Zsuzsa és Kandász Andrea, illetve Gáspár Evelin és Gáspár Zsolti pedig biztosan részt vesz a következő hajszán.

#### 15. adás
Hajsza & Átadás
A harmadik hajsza helyszíne Bengaluru. A versenyzők megszavazták a harmadik hajszázó párost.
A szavazás végül így alakult:
| Szavazó                              | Szavazott                         |
| ------------------------------------ | --------------------------------- |
| Liu Shaoang és Liu Shaolin Sándor    | Horváth Gréta és Meggyes Dávid    |
| Horváth Gréta és Meggyes Dávid       | Hódi Pamela és Bereczki Krisztián |
| Janicsák Veca és Ladányi Jancsó Ábel | Hódi Pamela és Bereczki Krisztián |
| Hódi Pamela és Bereczki Krisztián    | Horváth Gréta és Meggyes Dávid    |
| Demcsák Zsuzsa és Kandász Andrea     | Hódi Pamela és Bereczki Krisztián |
| Gáspár Evelin és Gáspár Zsolti       | Hódi Pamela és Bereczki Krisztián |

A szavazás szerint a harmadik hajszázó páros Hódi Pamela és Bereczki Krisztián.
A sorrend végül így alakult:
| Sorszám | Páros                             |
| ------- | --------------------------------- |
| 1.      | Demcsák Zsuzsa és Kandász Andrea  |
| 2.      | Hódi Pamela és Bereczki Krisztián |
| 3.      | Gáspár Evelin és Gáspár Zsolti    |

Gáspár Evelin és Gáspár Zsolti esett ki a versenyből így számukra véget ért az Ázsia Expressz 2, majd Liu Shaoang és Liu Shaolin Sándor párosa átadta nekik a lehetőséget a folytatáshoz, így a helyüket Gáspár Evelin és Gáspár Zsolti kapta meg. Liu Shaolin Sándor és Liu Shaoang számára pedig véget ért az Ázsia Expressz 2.

#### 3. különkiadás
A harmadik különkiadás a pénteki hajsza előtti nagy veszekedésről, ami a párosok taktikai megbotlásairól és a hajszába szavazásáról, valamint a heti történtekről szólt.

#### 16. adás
Medálvesztés & Előnyjáték
A versenyzők Puneból el kellett jussanak Lonavalába. Az első három páros fog bejutni az előnyjátékra. A sorrend végül így alakult:
| Sorszám | Páros                                |
| ------- | ------------------------------------ |
| 1.      | Hódi Pamela és Bereczki Krisztián    |
| 2.      | Janicsák Veca és Ladányi Jancsó Ábel |
| 3.      | Horváth Gréta és Meggyes Dávid       |
| 4.      | Gáspár Evelin és Gáspár Zsolti       |
| 5.      | Demcsák Zsuzsa és Kandász Andrea     |

Gáspár Evelin és Gáspár Zsolti érkezett be elsőként, de nem tudták megjegyezni a feladatukat, így szinte mindenki megelőzte őket. Ezután az előnyjátékban Horváth Gréta és Meggyes Dávid párosa nyert, így előnyt a következő menetre, valamint egy medált szereztek.

#### 17. adás
Medálszerzés & Védettség
A versenyzőknek Lonavalából az ND Studiosba kellett eljutniuk. Közben szállást is kellett keresniük. Gáspár Evelin és Gáspár Zsolti egyik volt medáljának sorsát egy medáljátékkal döntötték el, amin minden páros részt vett. A játékban Janicsák Veca és Ladányi Jancsó Ábel nyert, így megkapták a medált. A mai tét a védettség, ami két lista alapján lesz létrehozva. A sorrend végül így alakult:
| Sorszám | Páros                                |
| ------- | ------------------------------------ |
| 1.      | Gáspár Evelin és Gáspár Zsolti       |
| 2.      | Demcsák Zsuzsa és Kandász Andrea     |
| 3.      | Janicsák Veca és Ladányi Jancsó Ábel |
| 4.      | Horváth Gréta és Meggyes Dávid       |
| 5.      | Hódi Pamela és Bereczki Krisztián    |

A két lista alapján Gáspár Evelin és Gáspár Zsolti lett a győztes, így védettséget, valamint egy medált szereztek.

#### 18. adás
Előnyjáték
Gáspár Evelin és Gáspár Zsolti a turistáskodás mellett döntöttek. A versenyzők Karjatból Mumbaiba kellett eljussanak. Az első két páros vehet majd részt az előnyjátékban.
A sorrend végül így alakult:
| Sorszám | Páros                                |
| ------- | ------------------------------------ |
| 1.      | Horváth Gréta és Meggyes Dávid       |
| 2.      | Demcsák Zsuzsa és Kandász Andrea     |
| 3.      | Hódi Pamela és Bereczki Krisztián    |
| 4.      | Janicsák Veca és Ladányi Jancsó Ábel |

Az előnyjátékon Demcsák Zsuzsa és Kandász Andrea lett a győztes, így egy előnyt, valamint egy medált szereztek. A versenyzőknek a nap végén szállást kellett keresniük.

#### 19. adás
Medálszerzés & Medáljutalom & Veszélyzóna
A versenyzők Mumbaion belül haladtak. Demcsák Zsuzsa és Kandász Andrea előnnyel indult. Az első befutó egy medált kap, az utolsó kettő részt vesz a hajszán. Egy döntési lehetőséget is kaptak a versenyzők, méghozzá, hogy egyenesen mennek a célba, vagy elsőnek elmennek egy biztosan két medált tartogató helyhez, ahova Demcsák Zsuzsa és Kandász Andrea elment.
A sorrend végül így alakult:
| Sorszám | Páros                                |
| ------- | ------------------------------------ |
| 1.      | Demcsák Zsuzsa és Kandász Andrea     |
| 2.      | Horváth Gréta és Meggyes Dávid       |
| 3.      | Janicsák Veca és Ladányi Jancsó Ábel |
| 4.      | Hódi Pamela és Bereczki Krisztián    |

Tehát az első befutó páros kapott egy medált, az utolsó kettő pedig hajszán vesz részt. A harmadik holnap derül ki. Demcsák Zsuzsa és Kandász Andrea az előnyük mellé kapott még egy választási lehetőséget is, egy gazda nélküli medál tulajdonosát kellett megválasztani. A versenyzők ezen a napon szállodában aludtak.

#### 20. adás
Hajsza
Az Ázsia Expressz 2 negyedik hajszája Mumbaion belül folyt le. A versenyzők a már két biztosan hajszázó páros mellé harmadikként szavazniuk kellett valakit.
A szavazás végül így alakult:
| Szavazó                              | Szavazott                        |
| ------------------------------------ | -------------------------------- |
| Gáspár Evelin és Gáspár Zsolti       | Horváth Gréta és Meggyes Dávid   |
| Horváth Gréta és Meggyes Dávid       | Demcsák Zsuzsa és Kandász Andrea |
| Demcsák Zsuzsa és Kandász Andrea     | Horváth Gréta és Meggyes Dávid   |
| Janicsák Veca és Ladányi Jancsó Ábel | Demcsák Zsuzsa és Kandász Andrea |
| Hódi Pamela és Bereczki Krisztián    | Demcsák Zsuzsa és Kandász Andrea |

Tehát Demcsák Zsuzsa és Kandász Andrea párosa három szavazattal lett a hajsza harmadik tagja. Az első két befutó páros továbbjut, a harmadik kiesik.
A sorrend végül így alakult:
| Sorszám | Páros                                |
| ------- | ------------------------------------ |
| 1.      | Demcsák Zsuzsa és Kandász Andrea     |
| 2.      | Janicsák Veca és Ladányi Jancsó Ábel |
| 3.      | Hódi Pamela és Bereczki Krisztián    |

Demcsák Zsuzsa és Kandász Andrea, valamint Janicsák Veca és Ladányi Jancsó Ábel továbbjutott, hisz első két párosként futottak be, Hódi Pamela és Bereczki Krisztián pedig harmadikként, így az ő párosuk számára ért véget az Ázsia Expressz 2.

#### 4. különkiadás
Az Ázsia Expressz 2 negyedik különkiadása Gáspár Evelin és Gáspár Zsolti turistáskodásáról, a hét eseményeiről, valamint Demcsák Zsuzsa lelki változásairól szólt.

### Thaiföld

#### 21. adás
Medálszerzés & Medáljáték
A párosoknak adtak pluszba egy medált, majd az eredményt lefelezték, amit egy ládába raktak. A napi küldetés után el lehetett lopni egy másik páros ládáját, majd az előnyjátékban a nyertes páros meg is kapja azt. Az első két befutó páros fog résztvenni az előnyjátékban.
A sorrend végül így alakult:
| Sorszám | Páros                                |
| ------- | ------------------------------------ |
| 1.      | Horváth Gréta és Meggyes Dávid       |
| 2.      | Demcsák Zsuzsa és Kandász Andrea     |
| 3.      | Gáspár Evelin és Gáspár Zsolti       |
| 4.      | Janicsák Veca és Ladányi Jancsó Ábel |

Az előnyjátékot Horváth Gréta és Meggyes Dávid nyerte meg, aki Demcsák Zsuzsa és Kandász Andrea ládáját lopták el, így 9 medáljuk lett, hiszen a sajátjukat is visszakapták.

#### 22. adás
Párcsere & Medálszerzés & Medálvesztés & Medáljutalom
A versenyzőknek Wat Tham Sueaból Kancsanaburin és Bo Phloion keresztül Suphan Buriba kellett eljutniuk, közben pedig szállást kellett keresniük. Az adás elején párcserére került sor, minden párosból lett egy gazda, aki hajt a nyereményért, de kap egy élősködőt, egy másik páros tagját, akinek a gazdát kellett hátráltatni, hiszen a gazda eredményei számítanak a napon.
A párcsere végül így alakult:
| Gazda          | Élősködő            |
| -------------- | ------------------- |
| Gáspár Evelin  | Horváth Gréta       |
| Janicsák Veca  | Kandász Andrea      |
| Demcsák Zsuzsa | Gáspár Zsolti       |
| Meggyes Dávid  | Ladányi Jancsó Ábel |

Tehát így alakultak az új párok. A nap elsője majd kap egy medált és egy döntési lehetőséget. Az élősködőknek lehetőségük volt három medált is elvenniük a gazdáktól, különböző feladatok megoldásával. Horváth Gréta két medált szerzett a gazdájától, a többiek egyet. Az adás közben Janicsák Veca elvesztett két medált.
A sorrend végül így alakult:
| Sorszám | Páros                                |
| ------- | ------------------------------------ |
| 1.      | Gáspár Evelin és Gáspár Zsolti       |
| 2.      | Horváth Gréta és Meggyes Dávid       |
| 3.      | Demcsák Zsuzsa és Kandász Andrea     |
| 4.      | Janicsák Veca és Ladányi Jancsó Ábel |

Gáspár Evelin és Horváth Gréta lett az első befutó, de a jutalom a gazda eredeti párosának megy. És így tovább. Tehát ezáltal Gáspár Evelin és Gáspár Zsolti kapott egy medált, illetve elvehettek még kettőt, két párostól, ők Demcsák Zsuzsa és Kandász Andrea, illetve Janicsák Veca és Ladányi Jancsó Ábel párosa mellett döntöttek.

#### 23. adás
Medálszerzés & medáljáték
A versenyzőknek Suphan Buriból Chai Naton keresztül kellett eljutniuk a mai napon Nakhon Sawanba. Az első két befutó jutott be a medáljátékba. A napon több medált is lehetett szerezni.
A sorrend végül így alakult:
| Sorszám | Páros                                |
| ------- | ------------------------------------ |
| 1.      | Janicsák Veca és Ladányi Jancsó Ábel |
| 2.      | Demcsák Zsuzsa és Kandász Andrea     |
| 3.      | Horváth Gréta és Meggyes Dávid       |
| 4.      | Gáspár Evelin és Gáspár Zsolti       |

Horváth Gréta és Meggyes Dávid futott be elsőként, utánuk Gáspár Evelin és Gáspár Zsolti, de nem teljesítették helyesen a küldetést, nem kielőzték őket. A nap végén szállát kellett találnia mindenkinek, kivéve a medáljátékos párosokat. A reggeli játékot Janicsák Veca és Ladányi Jancsó Ábel nyerte, jutalmuk egy medál.

#### 24. adás
Medálszerzés
A versenyzőknek Sukhothaiba kellett eljutniuk a mai napon. A napon több medált is lehetett szerezni.
A sorrend végül így alakult:
| Sorszám | Páros                                |
| ------- | ------------------------------------ |
| 1.      | Janicsák Veca és Ladányi Jancsó Ábel |
| 2.      | Horváth Gréta és Meggyes Dávid       |
| 3.      | Demcsák Zsuzsa és Kandász Andrea     |
| 4.      | Gáspár Evelin és Gáspár Zsolti       |

Janicsák Veca és Ladányi Jancsó Ábel futott be elsőként, utánuk Horváth Gréta és Meggyes Dávid. A nap végén szállát kellett találnia mindenkinek.

#### 25. adás
Medáljutalom & Medálszerzés & Medálszámolás & Hajsza
Az Ázsia Expressz 2 ötödik hajszája Sukhothain belül folyt le. Az első két befutó páros továbbjut, a harmadik kiesik. A sorrend végül így alakult:
| Sorszám | Páros                                |
| ------- | ------------------------------------ |
| 1.      | Janicsák Veca és Ladányi Jancsó Ábel |
| 2.      | Demcsák Zsuzsa és Kandász Andrea     |
| 3.      | Gáspár Evelin és Gáspár Zsolti       |

Janicsák Veca és Ladányi Jancsó Ábel, valamint Demcsák Zsuzsa és Kandász Andrea továbbjutott, hisz első két párosként futottak be, Gáspár Evelin és Gáspár Zsolti pedig harmadikként, így az ő párosuk számára ért véget az Ázsia Expressz 2.

#### 26. adás
Elefántjáték
A versenyzőknek Lampangból Phayaoba kellett eljutniuk a mai napon. A napon az elefántjátékon minden páros résztvesz. A sorrend végül így alakult:
| Sorszám | Páros                                |
| ------- | ------------------------------------ |
| 1.      | Janicsák Veca és Ladányi Jancsó Ábel |
| 2.      | Demcsák Zsuzsa és Kandász Andrea     |
| 3.      | Horváth Gréta és Meggyes Dávid       |

Janicsák Veca és Ladányi Jancsó Ábel futott be elsőként, utánuk Demcsák Zsuzsa és Kandász Andrea. Az elefántjátékot Janicsák Veca és Ladányi Jancsó Ábel nyerte, jutalmuk egy elefánt.

#### 27. adás
Elefántjáték
A versenyzőknek Phayaoból Ruammitbe kellett eljutniuk a mai napon. A napon az elefántjátékon minden páros résztvesz. A sorrend végül így alakult:
| Sorszám | Páros                                |
| ------- | ------------------------------------ |
| 1.      | Demcsák Zsuzsa és Kandász Andrea     |
| 2.      | Horváth Gréta és Meggyes Dávid       |
| 3.      | Janicsák Veca és Ladányi Jancsó Ábel |

Demcsák Zsuzsa és Kandász Andrea futott be elsőként, utánuk Horváth Gréta és Meggyes Dávid. Az elefántjátékot Janicsák Veca és Ladányi Jancsó Ábel nyerte, jutalmuk egy elefánt.

#### 28. adás
Elefántjáték
A versenyzőknek Ruammitből Tha Tonba kellett eljutniuk a mai napon. A napon az elefántjátékon minden páros résztvesz. A sorrend végül így alakult:
| Sorszám | Páros                                |
| ------- | ------------------------------------ |
| 1.      | Horváth Gréta és Meggyes Dávid       |
| 2.      | Janicsák Veca és Ladányi Jancsó Ábel |
| 3.      | Demcsák Zsuzsa és Kandász Andrea     |

Horváth Gréta és Meggyes Dávid futott be elsőként, utánuk Janicsák Veca és Ladányi Jancsó Ábel. Az elefántjátékot Horváth Gréta és Meggyes Dávid nyerte, jutalmuk egy elefánt.

#### 29. adás
Elődöntő
A versenyzőknek az elődöntőben Tha Tonból Suthepbe kellett eljutniuk. A sorrend végül így alakult:
| Sorszám | Páros                                |
| ------- | ------------------------------------ |
| 1.      | Horváth Gréta és Meggyes Dávid       |
| 2.      | Janicsák Veca és Ladányi Jancsó Ábel |
| 3.      | Demcsák Zsuzsa és Kandász Andrea     |

Horváth Gréta és Meggyes Dávid, valamint Janicsák Veca és Ladányi Jancsó Ábel továbbjutott, hisz első két párosként jutottak be a döntőbe, Demcsák Zsuzsa és Kandász Andrea pedig harmadikként, így az ő párosuk számára ért véget az Ázsia Expressz 2.

#### 30. adás
Döntő
A döntőt Chiang Mai-ban Thaiföld 2. legnagyobb városában zajlott le. A verseny szoros volt, de a befutó végül így alakult:
| Sorszám | Páros                                |
| ------- | ------------------------------------ |
| 1.      | Horváth Gréta és Meggyes Dávid       |
| 2.      | Janicsák Veca és Ladányi Jancsó Ábel |

Az első helyen Horváth Gréta és Meggyes Dávid végzett, ami azt jelenti, hogy megnyerték a versenyt és a 10 millió forintot. Janicsák Veca és Ladányi Jancsó Ábel a második helyezett.

## Medálok
| – A páros kiesett, a medál(ok) megsemmisült(ek)                     |
| – A páros elveszítette a medálokat                                  |
| – A páros eljutott a medálszámoláshoz, a medálok jelentősége lejárt |

A versenyben medált több módon lehet szerezni: előnyjátékkal, védettséggel, medáljutalommal, medálszerzéssel, medállopással valamint a medáljátékkal. Ha egy páros kiesik a versenyből, a medáljaik megsemmisülnek.
| Páros                                | Medál | Adás                                 |
| ------------------------------------ | ----- | ------------------------------------ |
| Janicsák Veca és Ladányi Jancsó Ábel | 3     | 17. 21. 22.                          |
| Janicsák Veca és Ladányi Jancsó Ábel | 12    | 23. 24. 25.                          |
| Liu Shaoang és Liu Shaolin Sándor    | 3     | 3. 11. 12.                           |
| Hódi Pamela és Huszár Zsófi          | 1     | 4.                                   |
| Gáspár Evelin és Gáspár Zsolti       | 4     | 1. 6. 7. 17.                         |
| Gáspár Evelin és Gáspár Zsolti       | 9     | 21. 22. 23. 24.                      |
| Bereczki Krisztián és Bohos Kornél   | 0     | -                                    |
| Horváth Gréta és Meggyes Dávid       | 14    | 2. 8. 9. 13. 14. 16. 21. 22. 23. 24. |
| Demcsák Zsuzsa és Kandász Andrea     | 6     | 18. 19. 21. 22.                      |
| Demcsák Zsuzsa és Kandász Andrea     | 10    | 21. 22. 23. 23. 24. 25.              |
| Hódi Pamela és Bereczki Krisztián    | 1     | 19.                                  |

Mivel Gáspár Evelin és Gáspár Zsolti kiesett a hajszán, s Liu Shaoang és Liu Shaolin Sándor párosa adta át nekik a helyüket, így a medáljaikat elvették. Gáspár Evelin és Gáspár Zsolti felajánlotta, hogy a többi párosnak adják a medálokat, akik nem fogadták el, így medáljátékokon fog eldőlni azoknak a sorsuk.

## Elefántok
1 elefánt=1 millió forint.
Veca és Ábel:2
Gréta és Dávid:1

## Nézettség
| Adás           | Dátum                | Teljes lakosság (+4) | Teljes lakosság (+4) | Célközönség (18–59) | Célközönség (18–59) |
| Adás           | Dátum                | AMR (fő)             | SHR (%)              | AMR (fő)            | SHR (%)             |
| -------------- | -------------------- | -------------------- | -------------------- | ------------------- | ------------------- |
| 1.             | 2019. augusztus 26.  | 587 553              | 16,9                 | 256 806             | 15,8                |
| 2.             | 2019. augusztus 27.  | 571 734              | 17,5                 | 234 125             | 15,5                |
| 3.             | 2019. augusztus 28.  | 528 599              | 15,4                 | 232 298             | 14,3                |
| 4.             | 2019. augusztus 29.  | 490 123              | 14,1                 | 186 612             | 11,6                |
| 5.             | 2019. augusztus 30.  | 533 182              | 15,8                 | 205 729             | 13,8                |
| 1. különkiadás | 2019. szeptember 1.  | 772 131              | 18,5                 | 360 155             | 16,5                |
| 6.             | 2019. szeptember 2.  | 569 783              | 15,3                 | 221 326             | 13,1                |
| 7.             | 2019. szeptember 3.  | 569 043              | 14,4                 | 225 183             | 12,0                |
| 8.             | 2019. szeptember 4.  | 555 515              | 15,2                 | 227 793             | 13,8                |
| 9.             | 2019. szeptember 5.  | 562 891              | 15,0                 | 247 675             | 13,9                |
| 10.            | 2019. szeptember 6.  | 565 924              | 15,4                 | 253 780             | 14,7                |
| 2. különkiadás | 2019. szeptember 8.  | 582 967              | 14,8                 | 296 750             | 14,1                |
| 11.            | 2019. szeptember 9.  | 609 773              | 15,0                 | 289 295             | 14,8                |
| 12.            | 2019. szeptember 10. | 613 501              | 15,9                 | 290 656             | 15,7                |
| 13.            | 2019. szeptember 11. | 595 512              | 15,5                 | 272 816             | 14,7                |
| 14.            | 2019. szeptember 12. | 578 728              | 15,4                 | 246 741             | 13,9                |
| 15.            | 2019. szeptember 13. | 600 027              | 16,4                 | 280 867             | 16,2                |
| 3. különkiadás | 2019. szeptember 15. | 612 294              | 14,4                 | 261 635             | 11,5                |
| 16.            | 2019. szeptember 16. | 618 064              | 15,9                 | 274 539             | 14,8                |
| 17.            | 2019. szeptember 17. | 673 442              | 16,3                 | 329 706             | 16,2                |
| 18.            | 2019. szeptember 18. | 592 185              | 14,5                 | 284 262             | 13,8                |
| 19.            | 2019. szeptember 19. | 554 705              | 13,7                 | 254 791             | 13,0                |
| 20.            | 2019. szeptember 20. | 614 384              | 15,7                 | 288 887             | 15,6                |
| 4. különkiadás | 2019. szeptember 22. | 561 392              | 13,8                 | 258 399             | 12,0                |
| 21.            | 2019. szeptember 23. | 613 022              | 14,7                 | 307 531             | 14,7                |
| 22.            | 2019. szeptember 24. | 605 688              | 14,9                 | 280 275             | 13,9                |
| 23.            | 2019. szeptember 25. | 644 236              | 15,7                 | 320 808             | 15,8                |
| 24.            | 2019. szeptember 26. | 652 663              | 16,2                 | 301 832             | 15,3                |
| 25.            | 2019. szeptember 27. | 620 077              | 15,7                 | 273 354             | 14,5                |
| 5. különkiadás | 2019. szeptember 29. | 557 948              | 13,9                 | 264 256             | 12,0                |